# Podišor
Podišor (ukrajinsky Подішор, maďarsky Podisor) je vesnice v obci Nyžnja Apša, v solotvinské venkovské komunitě v tačivském okresu Zakarpatské oblasti Ukrajiny. V roce 2001 zde žilo 1183 obyvatel, většinou rumunské národnosti.

## Místní části
- Podišor
- Valihove, ukrajinsky Валігове